# Aristotelia peduncularis
Aristotelia peduncularis är en tvåhjärtbladig växtart som först beskrevs av Jacques-Julien Houtou de La Billardière, och fick sitt nu gällande namn av J. D. Hook.. Aristotelia peduncularis ingår i släktet Aristotelia och familjen Elaeocarpaceae. Inga underarter finns listade i Catalogue of Life.